# Alcano

O metano (CH_{4}) é o alcano mais simples. É o principal componente do gás natural.

Alcanos são compostos não-cíclicos formados somente por ligações químicas {\displaystyle {\ce {C-C}}} e {\displaystyle {\ce {C-H}}}.
Os alcanos pertencem à classe dos compostos químicos conhecida com de hidrocarbonetos, que inclui também os cicloalcanos, alcenos, alcinos, dienos, polienos, benzeno e derivados do benzeno, formados apenas por carbono e hidrogênio. 
A cadeia formada apenas por ligações simples é chamada de saturada, enquanto a presença de ligações duplas caracteriza as cadeias insaturadas. Os alcanos apresentam a fórmula geral {\displaystyle \mathrm {C} _{\mathrm {n} }\mathrm {H} _{\mathrm {2n+2} }}, onde {\displaystyle n} é o número de carbonos. A designação parafinas para os alcanos é pouco utilizada atualmente.

### Ponto de ebulição, fusão e densidade de alcanos lineares

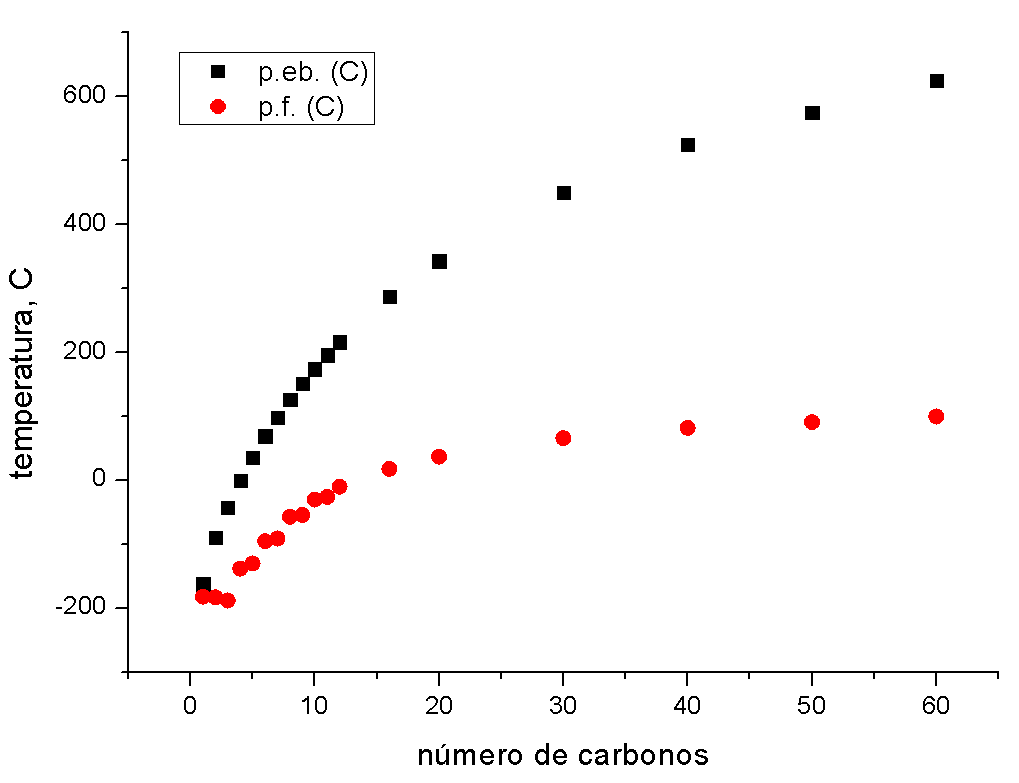
ponto de fusão e ebulição de alcanos lineares

### Reações com halogênios

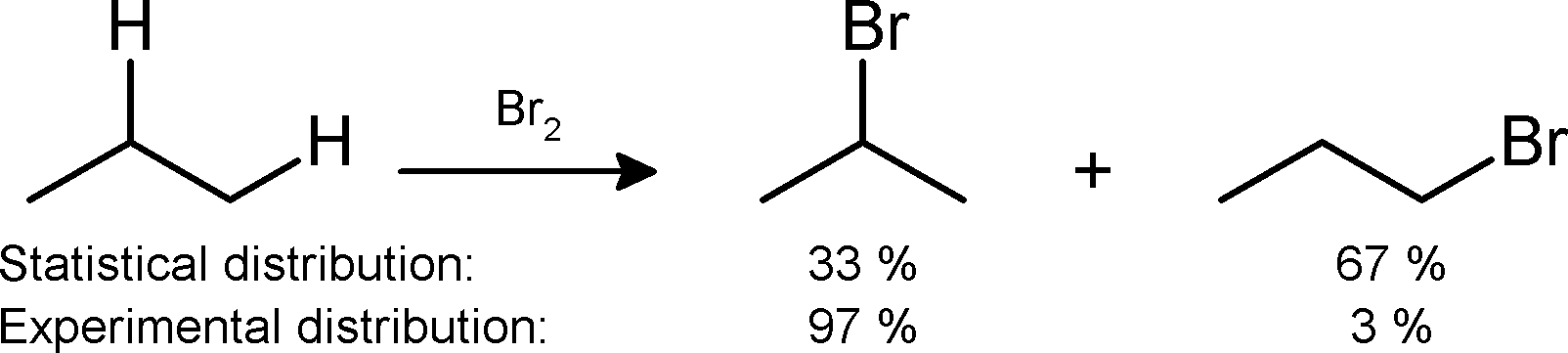
bromação do propano